# Leucobryum sordidum
Leucobryum sordidum là một loài rêu trong họ Dicranaceae. Loài này được Ångström mô tả khoa học đầu tiên năm 1876.